# Pontoleberis
Pontoleberis is een geslacht van uitgestorven kreeftachtigen uit de klasse van de Ostracoda (mosselkreeftjes).

## Soort
- Pontoleberis dactylotypa (Bold, 1946) Bold, 1970 †